# Switchblade (БПЛА)
Switchblade — тактический барражирующий боеприпас, разработанный американской компанией AeroVironment. Несёт боеголовку и предназначен, в зависимости от модификации, для атаки живой силы, незащищённой техники и бронированных целей. Достаточно мал для того, чтобы оператор мог переносить БПЛА у себя в рюкзаке; запускается с множества наземных, морских и воздушных платформ. Существует в двух вариантах — Switchblade 300 и Switchblade 600, а также в невооружённой модификации Blackwing.

## История
Разработан армией США с подачи AFSOC для борьбы с вражескими засадами в Афганистане. Контракт на поставку неназванного числа БПЛА армии США на сумму $4,9 млн был заключён с AeroVironment в июле 2011 года.
Ранее переносные беспилотные летательные аппараты, выпускаемые компанией, такие как Raven или Puma, могли обнаруживать угрозы, но не обладали оружием. В связи с этим был разработан относительно недорогой Switchblade, который, в свою очередь, обладая той же компактностью, что и разведывательные БПЛА, дополнительно оснащён датчиками, помогающими обнаруживать вражеских бойцов, и боеголовкой, позволяющей их поражать, что особенно полезно в атаке на недоступные с земли места, такие как, например, крыши зданий.
29 июля 2011 года армия США заключила с AeroVironment контракт на сумму 4,9 миллиона долларов для «быстрого развёртывания» неуказанного количества Switchblade для союзных сил в Афганистане, а 20 марта 2012 года был заключён ещё один контракт на 5,1 миллиона долларов. В итоге общая сумма заказа достигла 10 миллионов долларов. В мае 2012 года Корпус морской пехоты США начал заказывать дроны, чтобы позволить войскам поражать вражеские группы, которые занимались установкой самодельных взрывных устройств, и аналогичные цели. Ранее, когда разведчики засекали противника и вызывали поддержку с воздуха, нападающие  успевали ускользнуть до прибытия сил воздушной поддержки - больших БПЛА, ударных вертолётов, истребителей-бомбардировщиков или групп быстрого реагирования. Также существенным был тот факт, что иногда морские пехотинцы не получали воздушную поддержку из-за того, что приоритет отдавался другим подразделениям. Switchblade же достаточно мал, чтобы поместиться на систему ALICE или MOLLE пехотинца, а также способен самостоятельно осуществлять захват и отслеживание цели после её выбора.
В конце 2012 года американским солдатам в Афганистане было поставлено 75 дронов Switchblade. К январю 2013 года произошло несколько успешных применений. Хотя военные не предоставили подробностей об эффективности или других деталях, командиры сообщали, что БПЛА были «очень эффективным». Вскоре после этого армейское командование театра военных действий запросило совместное заявление о неотложных потребностях в дополнительных системах. Запрошенное количество не было указано, но оно было «значительно больше», чем 75 изначально поставленных систем, и превышало бюджетные ограничения. Switchblade приобрёл известность среди солдат, использующих его, а также повстанцев, ставших его мишенью. Армия классифицирует Switchblade как барражирующий боеприпас, а не беспилотник.
Помимо одиночного запуска дрона из переносной пусковой установки, разрабатывалась возможность также выпускать БПЛА, используя специально оборудованную наземную технику:
11 октября 2021 года на выставке AUSA один из крупнейших военных производителей Америки General Dynamics продемонстрировал беспилотную наземную пусковую установку, одновременно несущую на себе полсотни дронов Switchblade: 26 дронов 600-й модели и 24 дрона 300-й модели, а также один квадрокоптер для разведки и оценки местности.

## Варианты

### Switchblade 300

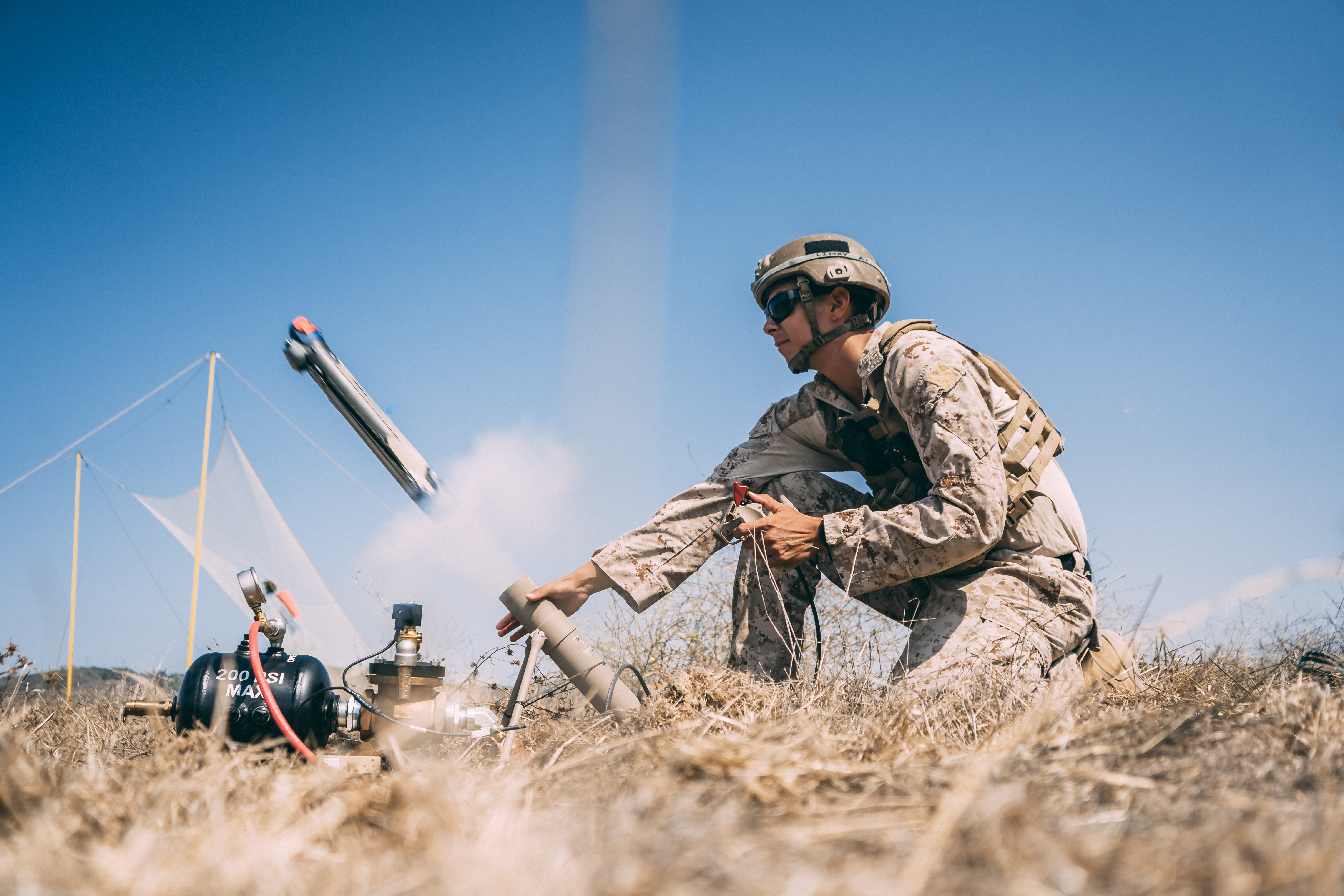
Пусковая установка Switchblade 300

Switchblade 300 разработан как одноразовый БПЛА — камикадзе, призванный увеличить общую огневую мощь небольших пехотных подразделений. Он имеет длину 610 мм и весит 2,7 кг (включая чехол для переноски и пусковую установку), что делает его достаточно компактным и лёгким для переноски одним солдатом. Название Switchblade (рус. выкидной нож) связано с его подпружиненными крыльями, которые находятся внутри пусковой установки в сложенном виде и раскрываются, когда дрон поднимается в воздух. Общая дальность управляемого полёта составляет 10 км. В связи с небольшим размером аккумулятора время полёта БПЛА ограничено 10 минутами. Это делает его непригодным для разведки, но он остаётся полезен для недорогого поражения дальних целей и помощи в освобождении подразделений, прижатых вражеским огнём.
Помимо использования против наземных целей, SRC Inc. написала ПО для объединения Switchblade со сторонними датчиками, чтобы иметь возможность перехватывать вражеские БПЛА. Switchblade используется вместе с существующими радарами и системами подавления СВУ, которые могут буксироваться Хаммерами. Перехват вражеского беспилотника происходит в несколько этапов: если беспилотник проходит мимо истребителей — перехватчиков, или размер дрона слишком мал, чтобы они его могли уничтожить, его начинают улавливать РЛС; после обнаружения применяются методы радиоэлектронной борьбы, чтобы разорвать канал связи дрона с оператором; если дрон не поддаётся РЭБ, то запускается Switchblade, чтобы физически перехватить и уничтожить его.

### Switchblade 600
Крупный барражирующий боеприпас Switchblade 600 весит 23 кг, но его можно носить с собой и подготовить к использованию за 10 минут. Он предназначен для полёта на 40 км за 20 минут, затем может барражировать в воздухе ещё 20 минут (что даёт ему общую дальность полёта 80 км) и атаковать с максимальной скоростью 185 км/ч. Несёт противотанковую боевую часть типа «Javelin», предназначенную для нейтрализации бронетехники. Система управления огнём на базе планшета с сенсорным экраном может вручную или автономно управлять боеприпасами, защищена бортовыми зашифрованными каналами передачи данных и модулем GPS с селективной доступностью и защитой от GPS-спуфинга. Дополнительный модуль карманного цифрового канала передачи данных (DDL) позволяет вести боевые действия на расстоянии более 90 км. Switchblade 600 был разработан в рамках армейской программы по созданию единой многоцелевой ударной ракеты. Может устанавливаться на наземную транспортную платформу шестью комплектами, а также использоваться как ударный боеприпас типа воздух-поверхность.
Имеет ряд преимуществ перед противотанковыми ракетами, такими как Javelin, так как обладая такой же боеголовкой, имеет меньшую стоимость, большую «универсальность» и дальность полёта.

### Blackwing
Невооружённый вариант с аналогичными Switchblade 300 массогабаритными показателями был впервые представлен в 2015 г. Разработан для флота США для быстрого обеспечения оперативных коммуникаций с обитаемыми и необитаемыми аппаратами. Может запускаться с погружённой подводной лодки, с корабля или с мобильной наземной установки.

## Боевое применение

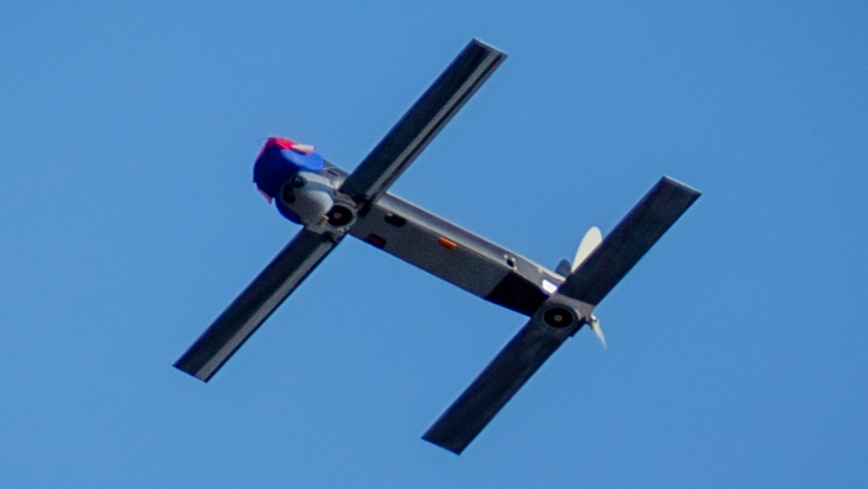
Switchblade в полете

Использовались в военной операция против «Исламского государства» силами специальных операций США, а также в Афганистане. Всего было использовано более 4000 единиц.
Поступившие в распоряжение Вооруженных Сил Украины беспилотники Switchblade трёхсотой серии применялись в ходе вторжения России на Украину. Информация о первом подтвержденном применении появилась 6 мая 2022 года: БПЛА был использован против солдат ВС РФ, видео применения опубликовала 53-я отдельная механизированная бригада в Facebook. Позднее Switchblade уничтожил несколько солдат, атаковав российский танк.
Также обломки Switchblade 300 без боевой части были засняты российскими военными в Харьковской области.

## Страны-эксплуатанты

### Текущие операторы
- США — Первая партия Switchblade 300 на сумму 4.9 млн долларов поступила на вооружение США в июле 2011 году. В марте 2021 года Командование специальных операций США заключило с AeroVironment контракт на сумму 26 млн долларов на поставку и интеграцию тактических ракетных комплексов Switchblade 600 на специализированные морские платформы[31].
- Великобритания — 9 марта 2021 года о поставке Великобритании партии Switchblade сообщило Министерство обороны США. Стоимость сделки, количество проданной техники или тип БПЛА не разглашаются[32].

- Литва — 22 декабря 2022 года о заключении договора покупки Литвой Switchblade 600 (страна стала первой взявшей на вооружение именно данный тип БПЛА в Европе) а также дополнительной поставке Switchblade 300 сообщило Министерство охраны края Литвы. Стоимость и количество не разглашаются[33].
- Украина — Более 700 беспилотников Switchblade входит в комплект военной помощи, анонсированной 16 марта 2022 года президентом США Джо Байденом для противостояния вторжению России на Украину. Первые поставки прибыли на Украину 12 апреля 2022 года[34][35][36][37][38][39][40].